# 大卫·加纳 (化学家)
大卫·加纳（C. D. Garner，1941年11月9日—）是一位英国化学家，专攻生物无机化学，即研究过渡金属在生物体中的作用，1997年当选英国皇家学会会士，2008年—2010年任英国皇家化学学会主席。